# Keirin

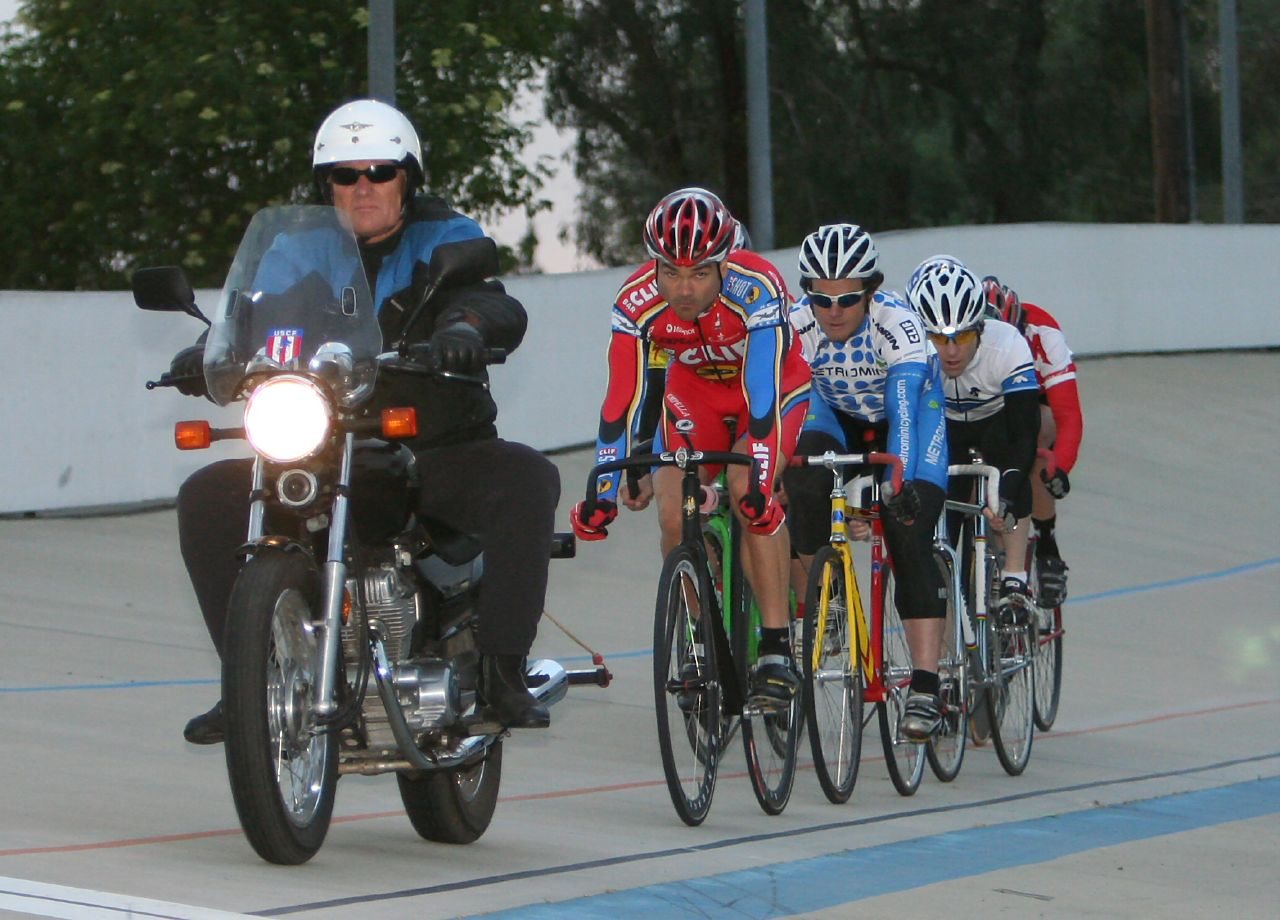
Een keirinwedstrijd

Keirin is een discipline in het baanwielrennen, die ontstaan is in Japan; de sport is daar ook populair onder gokkers. Het eerste keirinreglement werd in 1948 opgesteld.

## Beschrijving
In een keirinwedstrijd starten maximaal 9 (meestal 4 tot 6) renners achter een derny (gangmaakmotor), die gedurende enkele ronden zijn snelheid langzaam opvoert van ca. 25 km/h tot ca. 50 km/h, waarna hij de baan verlaat. De renners moeten altijd achter de derny blijven rijden tot deze de baan verlaat, en sprinten dan tot aan de finish verder; daarbij kunnen ze snelheden tot 77 km/h behalen. Een keirinwedstrijd is 2 km lang, waarvan ongeveer de laatste 500 m zonder derny gesprint moeten worden. Het woord keirin komt uit het Japans en betekent "sprint achter gangmakers".
In Japan zijn keirin-wedstrijden enorm populair; in 2001 kwamen er meer dan vijftig miljoen mensen naar kijken. De renners krijgen een speciale opleiding in de "Japan Keirin School" en rijden met gestandaardiseerd materiaal om de invloed daarvan op de resultaten zo klein mogelijk te maken. Er zijn ook internationale wedstrijden in Japan waar buitenlandse renners aan deelnemen, zoals in het verleden de Belgen Michel Vaarten en Erik Schoefs.

## Geschiedenis
Sinds 1980 staat keirin op het programma van de wereldkampioenschappen baanwielrennen. Ondanks de Japanse wortels doen er zelden Japanse keirinspecialisten mee aan de grote internationale toernooien zoals het wereldkampioenschap of de Olympische Spelen. In het verleden deden er wel Japanse renners mee aan het wereldkampioenschap, maar dit waren vaak niet de allerbesten. Er zijn slechts twee Japanse wereldkampioenen keirin geweest, Harumi Honda en Kento Yamasaki (zie lijst van wereldkampioenen keirin). Sinds  2002 staat keirin ook op het WK-programma van de vrouwen. In 2000 stond keirin voor het eerst op het programma van de Olympische Spelen van Sydney. 
Bij de Olympische Spelen van 2012 in Londen won Teun Mulder een gedeelde bronzen medaille. Op de finishfoto was niet te zien of Mulder of de Nieuw-Zeelander Simon van Velthooven als 3e over de streep kwam. 
Elis Ligtlee won tijdens de Olympische Spelen van 2016 in Rio de Janeiro de gouden medaille en werd zo de eerste Nederlandse olympisch kampioen op dit onderdeel. Matthijs Büchli haalde tijdens dezelfde Spelen ook de finale, waarin hij de zilveren medaille won, achter de Brit Jason Kenny. Het  was een bizarre finale door twee opvolgende overtredingen, eerst door de Maleisische Azizulhasni Awang en Brit Jason Kenny; vervolgens door de Duitser Joachim Eilers. Zij reden het achterwiel van de derny voorbij voordat deze van de baan was. De jury, geleverd door de UCI, besloot in beide gevallen geen sanctie op te leggen aan de overtreders maar om de wedstrijd tot tweemaal toe te herstarten met alle rijders. 
Op 4 maart 2018 won Nicky Degrendele goud voor België op het WK baanwielrennen te Apeldoorn.
Op 5 augustus 2021 won Shanne Braspennincx goud voor Nederland, en op 8 augustus haalde Harrie Lavreysen brons op de Olympische Zomerspelen van 2020 in Tokyo.
Op 11 augustus 2024 werd Lavreysen bij de Spelen in Parijs olympisch kampioen keirin. Bij de vrouwen veroverde Hetty van de Wouw drie dagen eerder de zilveren medaille.